# Batman (película de 1989)
Batman es una película estadounidense de superhéroes de 1989 y basada en el personaje homónimo de DC Comics. Es la primera de las cuatro películas que forman la primera serie fílmica de Batman. Está dirigida por Tim Burton y protagonizada por Michael Keaton, Jack Nicholson y Kim Basinger. 
Después de que Burton fuera contratado como director en 1986, Steve Englehart y Julie Hickson escribieron varios borradores antes de que Sam Hamm escribiera el primer guion. A Batman solo se le dio luz verde después del éxito de la anterior película de Burton, Beetlejuice (1988). Numerosos actores de primera categoría fueron considerados para encarnar el papel de Batman antes de elegir a Michael Keaton. La elección de Keaton resultó controvertida, ya que en los últimos años había quedado encasillado en papeles cómicos y los espectadores no lo encontraban creíble en un papel serio. Sin embargo, Burton decía que tenía una actitud nerviosa y atormentada, lo cual se adaptaba perfectamente a la visión que él tenía sobre Batman. Por otra parte, Nicholson aceptó el papel de Joker bajo estrictas condiciones, que incluían un elevado salario, un porcentaje de las ganancias de taquilla y libertad para decidir su horario de rodaje. La cinta estuvo inspirada en parte por los cómics The Killing Joke y The Dark Knight Returns.
El rodaje tuvo lugar en los Pinewood Studios de Inglaterra entre octubre de 1988 y enero de 1989. Durante ese periodo, hubo una huelga de escritores que afectó a Sam Hamm, quien tuvo que abandonar el proyecto. El guion aún no estaba terminado y Warren Skaaren, Charles McKeown y Jonathan Gems fueron los encargados de acabarlo, sin embargo no fueron acreditados. Mientras, el presupuesto se elevó de 30 millones a 48 millones de dólares.
Batman fue un gran éxito, tanto en crítica como en taquilla, ya que recaudó más de 400 millones de dólares y recibió varias nominaciones a los Premios Saturn, una a los Premios Globo de Oro y ganó el Óscar a la mejor dirección artística, por el trabajo de Peter Young y Anton Furst. En una entrevista, el animador Bruce Timm dijo que la película y su éxito se inspiraron en la creación de Batman: la serie animada. También tuvo influencia en la modernización de las técnicas de desarrollo y marketing del cine de superhéroes.
El éxito de la película generó tres secuelas: Batman Returns en 1992 (en la que Burton repitió en la dirección y Keaton en el papel protagonista), Batman Forever en 1995 y Batman & Robin en 1997, estas dos últimas dirigidas por Joel Schumacher y protagonizadas por Val Kilmer y George Clooney, respectivamente, en el rol de Batman. En 2005 se reinició la franquicia con Batman Begins, dirigida por Christopher Nolan.

## Reparto

### Reparto principal
- Jack Nicholson como Jack Napier/Joker: en un principio Jack Napier era un criminal reconocido por ser dueño de una personalidad que rayaba lo psicótico, a la vez de trabajar para Carl Grissom, uno de los mafiosos más respetados de Gotham, pero tras caer en un estanque lleno de productos químicos obtiene la apariencia de un payaso, lo que lo atormenta psicológicamente y le da como resultado una nueva personalidad, que comienza a ser conocida como el Joker, abriéndose paso en el mundo del hampa a fuerza de bromas y muerte.[4] Tim Burton eligió a Nicholson debido a que el creador de Batman Bob Kane había querido desde un principio que él encarnara a este personaje. Sin embargo, Nicholson no estaba muy convencido de aceptar el papel, por lo que hubo que ofrecerle un alto salario y parte de las ganancias obtenidas en taquilla.[4] Hugo E. Blick interpreta a un joven Jack Napier.

- Michael Keaton como Bruce Wayne/Batman: un multimillonario y empresario que por las noches se disfraza como un héroe encapotado para combatir a los criminales de Gotham, inspirándose en el murciélago, animal al que considera como un gran sobreviviente. A diferencia del cómic, en esta película no se hace mención a la fobia que Bruce sentía por estos animales, lo cual terminó llevándolo a su inspiración.[4] Keaton había actuado hasta entonces principalmente en comedias, por lo que muchos seguidores del personaje se mostraron en contra de que él fuera Batman. Posteriormente, el director Tim Burton dijo que había elegido a Keaton debido a que, en el fondo, poseía una actitud nerviosa y atormentada.[4] Charles Roskilly interpreta a Wayne en sus recuerdos de niñez.

- Kim Basinger como Vicki Vale: una reportera gráfica que intenta descubrir junto a su compañero Alexander Knox quien y que es lo que busca el justiciero nocturno Batman.[4] Originalmente iba a ser interpretada por Sean Young pero fue sustituida por Sam Hamm tras saber que ésta se había lesionado montando a caballo.[4]

- Robert Wuhl como Alexander Knox: el compañero de Vicki Vale, un sagaz reportero del periódico Gotham Globe.[4]

- Pat Hingle como James Gordon: el jefe de la unidad de policías de Gotham City.[4] Junto a Michael Gough, fueron los únicos actores que repitieron su papel en toda la tetralogía de Burton-Schumacher.

- Billy Dee Williams como Harvey Dent: el fiscal de la ciudad de Gotham, quien trabaja junto al alcalde y al Comisionado Gordon para desintegrar las acciones de la mafia, siendo esta su primera aparición antes de sufrir el accidente que lo convierte en Dos Caras.[4] Williams interpreta a Dent antes de sufrir el accidente que lo convierte en Dos Caras y originalmente firmó un contrato para repetir su papel en las futuras secuelas, pero finalmente Warner debió indemnizarle para que entregara el papel a Tommy Lee Jones.

- Michael Gough como Alfred Pennyworth: el mayordomo y compañero de Bruce Wayne.[4] Junto a Pat Hingle, fueron los únicos actores que repitieron su papel en toda la tetralogía de Burton-Schumacher.

- Jack Palance como Carl Grissom: principal cabeza de la mafia de Gotham, quien fue de alguna manera el autor intelectual del atroz cambio de personalidad de Napier, ya que su objetivo fue eliminarlo tras enterarse de que era amante de su pareja, Alicia Hunt.[4]

### Reparto secundario
- Jerry Hall como Alicia Hunt: amante de Grissom y de Napier.
- Tracey Walter como Robert Hootkins, más conocido como 'Bob, el matón': amigo de Napier, además de su mano derecha. Walter fue escogido por el mismo Nicholson, siendo su amigo en la vida real y bajo autorización del mismo Burton.
- William Hootkins como el teniente Max Eckhardt: corrupto policía al servicio de Grissom.
- Lee Wallace como William Borg: alcalde de Gotham.
- David Baxt como Thomas Wayne: médico de Gotham y padre de Bruce Wayne.
- Sharon Holm como Martha Wayne: esposa de Thomas y madre de Bruce Wayne. Es acreditada como Sra. Wayne (Mrs. Wayne).
- John Dair como Vinnie Ricorso: socio de Grissom.
- Christopher Fairbank como Nic: ladrón al inicio de la película.
- George Roth como Eddie: ladrón y compañero de Nic.
- Edwin Craig como Antoine Rotelli: mafioso que se opone a que Joker asuma el liderazgo de la pandilla de Grissom, y que es asesinado por el Joker con un electroshock.
- Kit Hollerbach como Becky: presentadora del noticiario muerta por los cosméticos del Joker.
- Liza Ross como la madre turista al inicio de la película.
- Garrick Hagon como el padre turista al inicio de la película.
- Adrian Meyers como Jimmy, el niño turista al inicio de la película.

Bob Kane originalmente iba a tener un cameo en la película como 'Bob, el caricaturista', quien da una caricatura satírica de Batman a Knox, pero por problemas de horario declinó el papel, siendo reemplazado por Denis Lill, aunque aun así la firma de Kane aparece en la parte inferior de la caricatura.

## Doblaje
| Personaje          | Actor original   | Voz en español (EE. UU.) | Voz en México     | Voz en España       |
| ------------------ | ---------------- | ------------------------ | ----------------- | ------------------- |
| Bruce Wayne/Batman | Michael Keaton   | Javier Pontón            | Guillermo Sauceda | Ricardo Solans      |
| Jack Napier/Joker  | Jack Nicholson   | Víctor Mares             | Jesse Conde       | Rogelio Hernández   |
| Vicky Vale         | Kim Basinger     | Rebeca Rambal            | Araceli de León   | María Luisa Solá    |
| Alexander Knox     | Robert Wuhl      | Rubén Trujillo           | Israel Magaña     | Antonio Lara        |
| James Gordon       | Pat Hingle       | Juan Cuadra              | Álvaro Tarcicio   | Pepe Mediavilla     |
| Alfred Pennyworth  | Michael Gough    | Guillermo Romano         | Guillermo Romo    | Luis Posada Mendoza |
| Teniente Eckhardt  | William Hootkins | Alejandro Abdalah        | Carlos Magaña     | Josep María Ullod   |
| Harold             | Garrick Hagon    | Roberto Alexander        | Humberto Vélez    | Manolo García       |

## Producción

### Desarrollo
El film se venía preparando desde 1979, tras el éxito de la película Superman: The Movie, de Richard Donner. La popularidad de Batman se recuperaba tras los nuevos cómics escritos por Frank Miller y CBS se mostró interesado en dirigir una película titulada Batman in Outer Space, hasta que la franquicia fue comprada por Benjamin Menilker y Michael E. Uslan para convertirla en una saga fílmica. La historia se basaría mayormente en los seis cómics creados el año anterior por la dupla compuesta por el guionista Steve Englehart y el dibujante Marshall Rogers (posteriormente reeditadas bajo el nombre de Batman: Strange Apparitions). En tales historias destacaba el episodio llamado "El pez sonriente", en donde Silver St. Cloud (novia de Bruce Wayne) finalmente descubre que en realidad su novio es Batman, y al mismo tiempo el Joker se autoproclama como el némesis definitivo del héroe. El guion de ese primer proyecto fue escrito por Tom Mankiewicz bajo el título The Batman. La historia de Mankiewicz trataba sobre el origen de Bruce Wayne y de Dick Grayson, e incluía a The Joker y a Rupert Thorne como villanos principales, e incluso a Joe Chill, siendo este responsable de la muerte de los padres de Bruce Wayne; Batman siendo culpado falsamente de crímenes, así como Dick Grayson descubriendo la Baticueva por su propio empeño y salvándole la vida a Bruce Wayne antes de convertirse en Robin. Al proyecto se unieron Jon Peters y Peter Guber. Los cuatro productores trataron de vender el proyecto sin éxito a United Artists, Columbia Pictures y Universal Pictures. Mankiewicz deseaba un actor desconocido que interpretase a Batman, William Holden para James Gordon, David Niven en el rol de Alfred Pennyworth y Peter O'Toole como El Pingüino, descrito por Mankiewicz como un 'mafioso de baja temperatura'. Holden fallece en 1981 y Niven en 1983. El guion fue luego readaptado por Ivan Reitman y Joe Dante. Reitman quería que Bill Murray interpretase a Batman, mientras que para Robin fueron considerados Eddie Murphy y Michael J. Fox. Nueve escritores reescribieron el guion sin resultado satisfactorio para Uslan, considerando evitar el tono de la serie de los años 60, aunque el guion original de Mankiewicz se continuó usando para guiar el proyecto.
Años después, con la contratación de Burton como director, Sam Hamm escribió un nuevo guion, basándose en el primer borrador del filme escrito por Steve Englehart y Julie Hickson. Durante 1986, Warner Bros. se vio muy interesado en una película sobre Batman tras la proposición de Menilker y Uslan y el convencimiento de Peters y Guber, y para ello contrató a Tim Burton y a Steve Englehart para filmar la película y escribir el guion, respectivamente. El director de la Warner estaba muy interesado en que el Joker, El Pingüino y Robin fueran personajes en la película, pero Englehart pensó que eran demasiados personajes y decidió concentrarse únicamente en el Joker. Anteriormente, Warner Bros. le había ofrecido la dirección del filme a los hermanos Coen, quienes rechazaron la propuesta por tratarse de una historia que ellos no habían escrito.
Burton no estaba muy convencido con dicho guion y contrató a Sam Hamm para editarlo; este reemplazó a Thorne por Carl Grisomm y a St. Cloud por Vicki Vale. Hamm logró terminar el guion en octubre de 1986, y puso a Dick Grayson en un cameo. En una de las escenas se mostraba a James Gordon durante sus inicios en la policía, brindándole ayuda a Bruce Wayne después de la muerte de sus padres; finalmente se decidió omitir esta escena (si bien alcanzó a ser grabada), que más tarde fue retomada en Batman Begins.
A Warner Bros. empezó a interesarle menos el proyecto, a pesar de la reacción positiva del creador de Batman con la historia. Poco después, el guion nuevo fue pirateado y vendido en varias tiendas de historieta. Finalmente se dio luz verde al proyecto durante el otoño de 1988. Cuando el público supo que la película estaba siendo dirigida por Tim Burton y protagonizada por Michael Keaton, se desató una enorme controversia en Estados Unidos. Hamm dijo: «Escuchan Burton y se imaginan Big Pee-Wee Adventure; escuchan Keaton y se imaginan una comedia». Además muchos admiradores pensaron que sería algo parecido a la serie televisiva de 1960 y realmente era todo lo contrario, ya que el propósito era mostrar un lado oscuro de Batman. A causa de esta reacción del público, se contrató a Bob Kane como supervisor en la película.

### Casting

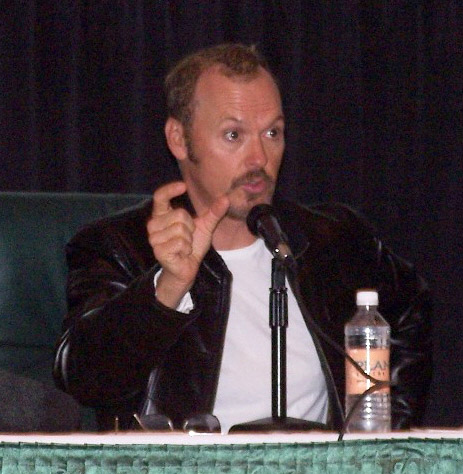
Cuando los admiradores de Batman se enteraron de que Keaton sería este personaje se desató una gran controversia, ya que según muchos admiradores él tenía «personalidad de comediante y no de superhéroe».

Tim Burton tomó en cuenta a Mel Gibson, Kevin Costner, Charlie Sheen, Pierce Brosnan, Tom Selleck, Harrison Ford, Dennis Quaid y Bill Murray para interpretar a Bruce Wayne, y fue presionado para que promocionase a un verdadero actor de películas de acción, por lo que le ofreció el papel a Brosnan, quien lo rechazó ya que no le interesaba interpretar a un superhéroe de historieta. Burton estaba interesado en contratar a un actor desconocido y por ello ofreció a Ray Liotta audicionar después de que terminase de trabajar en Something Wild, pero Liotta rechazó el personaje, decisión de la que se arrepentiría después. Sin embargo, el productor Jon Peters le había recomendado a Michael Keaton, diciéndole que a pesar de hacer películas de comedia en el fondo tenía una actitud nerviosa y atormentada, afirmación con la que Burton estuvo de acuerdo.
Cuando los admiradores se enteraron de que Keaton era el elegido para ser Batman se desató una gran controversia. Según varios informes, la Warner recibió más de 500 000 cartas de protesta. Bob Kane, Sam Hamm y Michael E. Uslan también cuestionaron esta decisión. Keaton se inspiró en el cómic de The Dark Knight Returns para desarrollar al personaje.
Se pensó en Brad Dourif, Tim Curry, Willem Dafoe, John Lithgow, David Bowie y James Woods para interpretar al Joker, y también Robin Williams se esforzó en conseguir el papel, pero Bob Kane había querido que Jack Nicholson interpretara a este personaje desde 1980, cuando en una foto de Nicholson del póster de El resplandor, Bob Kane le pintó el pelo de verde, la cara de blanco y los labios de rojo, aunque el problema que se presentaba era que él ya había firmado un contrato con Michael E. Uslan para estar en Las brujas de Eastwick. Tras ser convencido por el equipo de producción, accedió a participar, aunque pidió un contrato especial, que especificaba las horas a las que debía presentarse en el estudio, debido a que quería terminar su trabajo con Uslan. Nicholson exigió tener todas sus escenas rodadas en tres semanas, pero esto no fue posible, y el rodaje duró 106 días. Recibió un salario de USD 6 millones, así como un porcentaje del dinero obtenido en la taquilla. Dourif era la elección de Burton para el personaje, pero fue rechazado por Warner Bros.

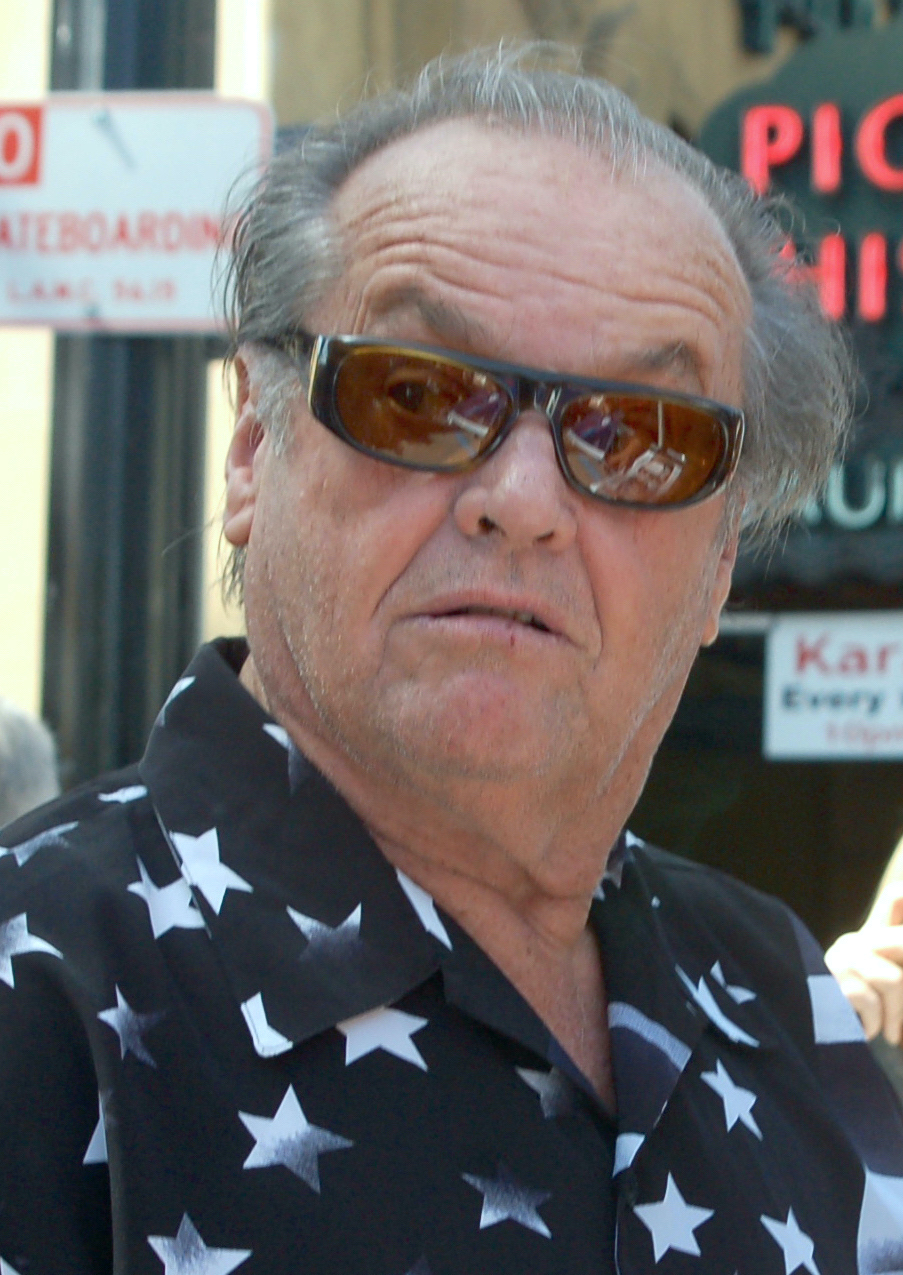
Jack Nicholson interpretó al Joker en la película, recibiendo un salario de USD 6 millones.

Originalmente Sean Young iba a interpretar a Vicki Vale, pero Sam Hamm la reemplazó debido a que Young se había lesionado en un accidente de equitación. Se sugirió que Michelle Pfeiffer fuera su reemplazo, pero Keaton, que estaba en una relación con ella, tenía la sensación de que su relación no funcionaría en la pantalla; ella pasó a interpretar a Catwoman en Batman Returns. Tras la salida de Sean Young, tuvieron que buscar urgentemente a una actriz que la reemplazara y además tenía que ser adecuada para el papel. Peters sugirió a Kim Basinger, y afortunadamente ella fue capaz de unirse a la producción inmediatamente. Como un admirador del trabajo de Michael Gough, quien ya había trabajado con Hamm, Burton lo unió al elenco en el papel de Alfred Pennyworth. Curiosamente, para el papel de Thomas Wayne se nominó a Adam West, quien había interpretado a Batman en la serie televisiva, pero lo rechazó aún queriendo interpretar a Batman, siendo así reemplazado en dicho rol por David Baxt.

### Rodaje

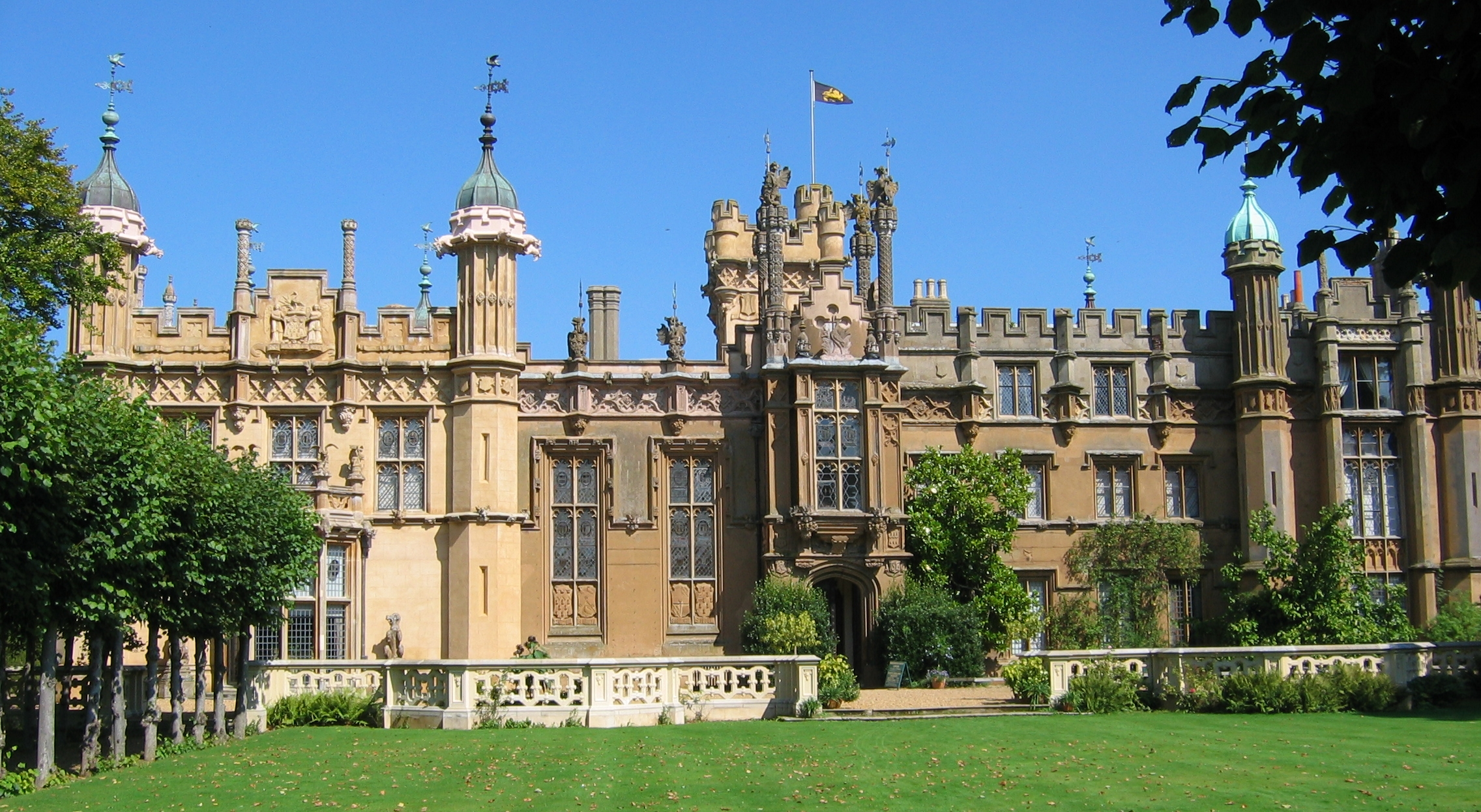
Knebworth House, la Mansión Wayne.

Los cineastas consideraron filmar Batman por completo en el backlot de Warner Bros. en Burbank (California), pero el interés de los medios de comunicación en la película hizo que cambiaran la localización. Finalmente, se filmó en los Estudios Pinewood en Inglaterra, desde octubre de 1988 hasta enero de 1989.
Hamm no logró terminar el guion debido una huelga de escritores, por lo que Jonathan Gems, Skaaren Warren y Charles McKeown estuvieron a cargo de terminarlo. Hamm criticó esta nueva versión, pero culpó a la Warner de los cambios. Burton explicó: «No entiendo por qué se convirtió en un problema, empezamos con una historia que le agradaba a muchos y nuestro plantel comenzó a molestarse». Dick Grayson aparecía como un personaje principal, pero fue eliminado en la versión final debido a que los productores pensaron que era irrelevante para el argumento; Bob Kane apoyó esta decisión. Además, se grabó una maqueta en la que Dick y su familia de acróbatas eran asesinados por el Joker (con voz de Mark Hamill), quien a su vez estaba siendo perseguido por Batman.
Originalmente, en el clímax de la cinta el Joker iba a asesinar a Vicki Vale, y esto iba a causar un sentimiento de venganza por parte de Batman, aunque a Jon Peters le desagradaba esta idea, así que modificó esa escena sin decirle a Burton, y también encargó al diseñador de producción Anton Furst que creara el modelo de una catedral de 38 pies (12 m). Esto sumó USD 100 000 al presupuesto. Para el clímax de la película se grabaron otros 3 finales para el Joker: uno en el que huye en el helicóptero junto con sus matones, otro en el que cae de la Catedral luego de que murciélagos de la azotea de la misma lo atacasen (elemento retomado para Batman Returns contra El Pingüino) y el usado en la edición final: el Joker muere al caer de la catedral cuando Batman sujeta su pie a una gárgola para evitar que escapase.

### Escenas eliminadas
- Durante la secuencia de escape de Vicki y Batman, después de dejar el Batmobile, Batman rescata a una pequeña niña de los disparos de los matones de Joker, y la niña le pregunta: ¿Es Halloween? (It is Halloween?).[43]
- Una escena mostraba a Batman, después de que colisionase el Batwing, camuflándose y poniendo su capucha y capa encima de un inconsciente Knox, quien es encontrado luego por Gordon y varios policías. La escena no fue incluida ni como escena eliminada, aunque existen fotos de ella.[43]
- Una escena incluía a Bob, la mano derecha de Joker, luchando contra Batman en un callejón. La escena del montaje final solo muestra a Bob huyendo luego de que Batman neutralizara a todos los matones del Joker.[43]
- Una secuencia mostraba al Joker, luego de haber asesinado a Grissom, acercándose al cadáver poco antes de sentarse en su escritorio.[43]
- Varias secuencias de Batman tuvieron lugar en las escaleras y el balcón del Museo Flugelheim, si bien mostrando a Burton explicando la escena a Keaton.[43]
- Cuando Batman rescata a Vicki, se observa que el Joker dice: ¿De dónde saca esos maravillosos juguetes? (Where does he get those wonderful toys?). La escena completa mostraba al Joker en una cómica secuencia pidiéndole a sus matones: No se queden ahí parados, vayan y pregúntenle (Don't just stand there, go and ask him!).[43]
- Una secuencia alternativa mostraba a Batman y Vicki huyendo de los matones del Joker en una plataforma al parecer usada para el efecto especial del uso del dispositivo de amarre de Batman.[43]
- Una de las escenas finales contemplaba a Vicki cuando después de ver el estreno de la Bat-señal observa a dos niños disfrazados de Batman.[43]
- Otra de las escenas finales mostraba a Dent y a Gordon declarando a la prensa su lucha definitiva contra el crimen y la corrupción teniendo a Batman como su principal aliado.[43]

### Diseño
Burton estaba impresionado con los diseños de Anton Furst en la película The Company of Wolves, y anteriormente no había conseguido que trabajara para él en Beetlejuice, debido a que Furst ya se había comprometido a trabajar en High Spirits. Él accedió trabajar en Batman y posteriormente dijo: «Creo que jamás me he sentido con tanta sintonía con un director. [...] Conceptual, espiritual, visual o artísticamente. No hubo nunca ningún problema porque nunca discutimos sobre nada. En lo que Burton es un maestro es en estructura, actitud y sensibilidad».
El departamento de arte mezcló varios diseños arquitectónicos para «hacer de Gotham la ciudad más fea y triste que alguien se pueda imaginar». Furst también señaló que se imaginaron lo que hubiera sucedido con la ciudad de Nueva York de no haber tenido una buena planificación, agregando: «Una ciudad a cargo de la delincuencia, con una profusión de estilos arquitectónicos, un ensayo en la fealdad y como si el infierno hiciera erupción y después siguiera su camino». La película de 1985 Brazil, de Terry Gilliam, fue también una notable influencia sobre el diseño de producción de la cinta, ya que tanto el director como el diseñador la estudiaron y la consideraron como una referencia importante. Meddings Derek se desempeñó como supervisor de efectos visuales, mientras que Keith Short ayudó a construir la nueva versión del Batimóvil. Sobre esto, el estudio dijo lo siguiente: «Para el diseño del Batimóvil nos basamos en aviones jet, estuvimos fijándonos en todo tipo de cosas. Al final, nos fuimos en el expresionismo puro, con muchos corredores Salars de los años 30 y las máquinas Sting Rays de los años 50». El auto fue construido sobre un Chevrolet Impala en desarrollo.

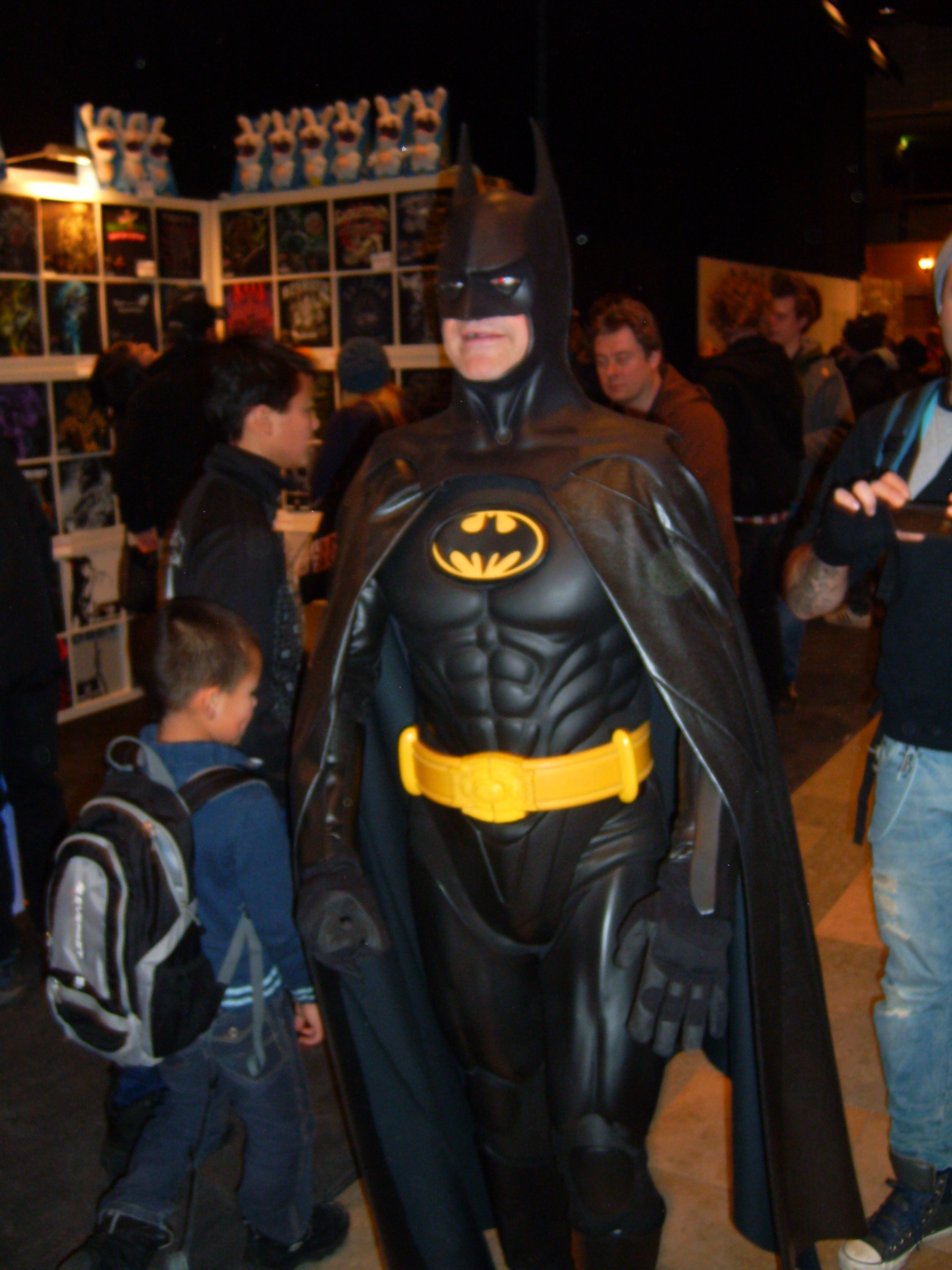
Cosplayer con traje de Batman.

En un principio Bob Ringwood rechazó la oportunidad de trabajar en el vestuario. A él le resultaba difícil diseñar el traje de Batman, y dijo lo siguiente: «Es complicado representar en la película la imagen que tiene Batman en los cómics, una armadura enorme con la máscara abierta que descubre la barbilla, además Michael Keaton no es un gigante». Burton comentó: «Michael Keaton es un hombre claustrofóbico, lo que empeoró las cosas para él, aunque logró usar ese problema como un beneficio». Burton quería hacer un traje totalmente negro, cosa que le agradaba a Bob Kane. Finalmente Rinwood aceptó diseñar el Batitraje. En un principio los admiradores del personaje se mostraron en contra con el nuevo diseño de su traje. Burton optó por no usar las medias ni los calzoncillos que usaba Batman en el cómic. Nick Dudman utilizó una especie de acrílico llamado PAX para pintarle la cara de blanco a Nicholson. El traje de Batman se usaría años después en la miniserie de historieta Troika, publicada en 1995 como parte de la novela gráfica Batman: Caballero.

### Banda sonora
Artículos principales: Batman (álbum) y Batman (banda sonora de 1989).
Burton contrató a Danny Elfman para componer la música de la película, puesto que ya había trabajado con él en Beetlejuice y Pee-Wee's Adventure. Para poder encontrar su inspiración Elfman también leyó The Dark Knight Returns, sin embargo se mostró preocupado durante las grabaciones ya que él nunca había trabajado en una producción de esa magnitud. Además, el productor Jon Peters se mostró escéptico cuando se enteró de la contratación de Elfman, pero se convenció cuando escuchó el tema de apertura. También se contrató al músico Prince para componer los últimos temas. Burton protestó por la idea de contratar a Prince, diciendo: «Mis películas no son comerciales de Top Gun».
Elfman contó con la ayuda de la banda Oingo Boingo, el guitarrista Steve Bartek y Shirley Walker para arreglar las composiciones de la orquesta. Batman se convirtió en una de las primeras películas que mostraban dos pistas de sonido y ambas tuvieron éxito. Varios temas del filme volvieron a usarse en Batman: The Animated Series.

### Novelización
Para el año 1989, las novelizaciones de películas de superhéroes de DC Comics eran muy esenciales al momento de promocionar una cinta, tal era el caso de Superman III, Supergirl y Superman IV. Por esto, Warner Bros. le pidió a Craig Shaw Gardner que escribiera una novelización de Batman. Warner solo le dio ocho semanas a Gardner para escribir la novelizacion y esta fue publicada durante junio de 1989 por Warner Books. La novelización fue muy exitosa, vendiendo más de un millón de copias alrededor del mundo y fue utilizada como parte de la publicidad de la película. La novela fue vendida en múltiples formatos, paperback (carpeta blanda), hardcover (carpeta gruesa) y en mass market paperback (carpeta blanda de tamaño mínimo). Hasta el momento, es una de las novelizaciones más exitosas de superhéroes. Craig Shaw Gardner regresó para escribir la novelización de Batman Returns junto a Sam Hamm y Daniel Waters, pero no regresó para escribir la novela de Batman Forever, siendo sustituido por Peter David.

## Temas
En discusión sobre el tema central de Batman, Tim Burton explicó que «toda la película y la mitología del personaje es un duelo completo de dos fenómenos. Es una pelea entre dos personas perturbadas», añadiendo que «el Joker es un personaje genial, porque hay una total libertad para él. Cualquier personaje que no se comporta como alguien normal y se le considera un monstruo, tiene la libertad de hacer lo que quiera [...] ellos son los lados más oscuros de la libertad».
Burton vio a Bruce Wayne como el portador de una doble identidad, que dejaba al descubierto al tiempo que ocultaba la realidad al mundo. Ken Hanke sentía que el personaje tenía que olvidar sus límites de la justicia civil para hacer frente a ciertos criminales. Kim Newman tenía otra teoría: «Burton y los escritores vieron a Batman y al Joker como una antítesis dramática, y la película trata con sus orígenes y los destinos entrelazados en un grado aún mayor».
Un motivo visual que está presente es cuando están atacando la fábrica de químicos, que consiste en la palabra AXIS marcada cuidadosamente en gigantescas letras de neón de color rojo, comparando sus actos con los de los gobiernos totalitarios de la Segunda Guerra Mundial y la transformación de Jack Napier en el Joker. También contiene referencias a revistas pulp de 1930. En particular, la ciudad de Gotham está basada en diseños de art déco. Richard Corliss escribió en una publicación que había observado que Gotham era una referencia a películas como Metropólis (1927) y El gabinete del doctor Caligari (1920). También señaló que: «Gotham City, a pesar de haber sido filmada en el backlot de unos estudios [...] es literalmente otro personaje dentro de la historia. Cuenta una degradante presencia del expresionismo alemán y la arquitectura fascista». Hanke además apuntó que la película contaba con los elementos de una obra de época, en la que los «ciudadanos, policías, la gente y la televisión en blanco y negro hacen parecer que los sucesos ocurrieron en los años 30», pero más tarde dijo: «Si los escritores hicieron a Vicki Vale una mujer fatal y no una damisela en apuros, podría tomarse como un homenaje a las películas de serie negra».

## Diferencias con los cómics
La película, aparte de que obtuvo muy buenas críticas, tuvo drásticos cambios respecto a la versión de los personajes y a la historia en los cómics:
- Jack Napier no es el verdadero nombre de Joker en los cómics. El nombre de Jack Napier hace referencia al mismo Jack Nicholson y a Alan Napier, actor que interpretó a Alfred en la serie de Batman de los años 60.

- Los roles de Harvey Dent y de Jim Gordon, a diferencia de los cómics, son casi nulos, siendo solo personajes de relleno pero aún mostrando la esencia original de los cómics.

- Wayne Enterprises no es mostrada en la película, ya que Tim Burton prefirió que la riqueza de Bruce Wayne y su origen quedasen en el misterio, lo que hace suponer que Bruce es accionista de alguna otra empresa, como se vería en la secuela Batman Returns, siendo socio de Max Schreck, aunque Wayne Enterprises aparecería en Batman Forever, ya dirigida por Joel Schumacher.

Algunos cambios se dieron a consecuencia de la huelga de escritores en la que participó Sam Hamm:
- El Joker no muere en ningún momento en los cómics, ya que es el eterno némesis de Batman. Sin embargo, en la película muere al final, ya que para Burton era ilógico que el villano volviese para una probable secuela.

- A diferencia de la historia original, en esta película el Joker fue quien asesinó a los padres de Bruce Wayne y no Joe Chill. Aunque se puede notar que Chill, interpretado por Clyde Gatell, aparece como el compañero de Joker en el momento en que este asesina a sus padres.[62][63]

## Promoción
Anton Furst hizo el primer cartel promocional de la película, y una vez terminado dijo que era: «Sugerente, aunque ubicuo. Lo único bueno fue el bat-símbolo. Ni más ni menos». Los primeros diseños incluían la palabra ‘Batman’ con un estilo de letra de Robocop y Conan el Bárbaro. Jon Peters unificó todos los productos licenciados de la película, llegando incluso a rechazar una oferta de 6 millones de dólares de General Motors para construir el Batmóvil, ya que la empresa automovilística no estaba dispuesta a renunciar al control creativo.
Durante la producción, Peters leyó en The Wall Street Journal que los aficionados al cómic no estaban satisfechos con la elección de Michael Keaton como protagonista. En respuesta a esto, se aceleró la emisión del primer avance de la película, publicado en miles de salas de cine durante esas navidades. Consistía simplemente en una mezcla de escenas sin música, pero creó una enorme expectactiva por la película. DC Comics permitió a Sam Hamm crear su propia miniserie de historietas; las cuales se recopilaron en la novela gráfica Batman: Blind Justice. Las ilustraciones estuvieron a cargo de Denys Cowan y Dick Giordano. En Blind Justice, Bruce Wayne intenta resolver una serie de asesinatos relacionados con las Empresas Wayne. Supone la primera aparición de Henri Ducard, que posteriormente volvió a aparecer en Batman Begins, aunque como un alias del más célebre Ra's al Ghul.
Durante los meses precedentes al estreno de Batman en junio de 1989, fue tomando fuerza un fenómeno de cultura popular conocido como «Batmania». Se obtuvieron más de 750 millones de dólares en ventas de mercancía. El cineasta y escritor de cómics Kevin Smith dijo: «Ese verano fue impresionante. No podías dar una vuelta sin ver una Bat-señal en algún sitio. La gente lo tenía metido en la cabeza. Simplemente fue el verano de Batman, y para los aficionados a los cómics fue bastante importante».
Hachette Book Group USA publicó una novelización de la película escrita por Craig Shaw Gardner, la cual estuvo en la lista de los más vendidos del New York Times en junio de 1989. Burton admitió que se sintió molesto por tanta publicidad. David Handelman, del The New York Observer, dijo que: «Más que una película, es un behemot empresarial».

## Recepción

### Comercial
Batman se estrenó el 13 de junio de 1989, y recaudó un total de USD 43,6 millones en 2194 salas de cine durante su primer fin de semana. Esto rompió el récord de un fin de semana establecido por Ghostbusters II siete días antes con USD 29,4 millones. El total fue de USD 251,2 millones en América del Norte y USD 160,15 a nivel internacional. Además, fue la primera película en lograr recaudar USD 100 millones durante sus primeros diez días de exhibición, y resultó ser la película más taquillera basada en una historieta de DC Comics hasta el año 2008, cuando fue superada por The Dark Knight. A pesar de que Indiana Jones y la última cruzada logró ser la película que más dinero obtuvo en todo el mundo en 1989, Batman fue capaz de derrotar a la Última cruzada únicamente en Norteamérica, y recaudó USD 150 millones en ventas de videos caseros.

#### Estrenos
| País                                                                          | Fecha de estreno                   |
| ----------------------------------------------------------------------------- | ---------------------------------- |
| Alemania                                                                      | Jueves 26 de octubre de 1989       |
| Argentina                                                                     | Jueves 7 de diciembre de 1989      |
| Australia                                                                     | Jueves 31 de agosto de 1989        |
| Austria                                                                       | Viernes 27 de octubre de 1989      |
| Bélgica                                                                       | Miércoles 13 de septiembre de 1989 |
| Belice · Costa Rica · El Salvador · Guatemala · Honduras · Nicaragua · Panamá | Viernes 20 de octubre de 1989      |
| Bolivia                                                                       | Martes 7 de noviembre de 1989      |
| Brasil                                                                        | Jueves 26 de octubre de 1989       |
| Chile                                                                         | Lunes 25 de diciembre de 1989      |
| Colombia                                                                      | Jueves 23 de noviembre de 1989     |
| Corea del Sur                                                                 | Sábado 7 de julio de 1990          |
| Dinamarca                                                                     | Viernes 29 de septiembre de 1989   |
| Ecuador                                                                       | Miércoles 1 de noviembre de 1989   |
| Egipto                                                                        | Lunes 5 de febrero de 1990         |
| España                                                                        | Viernes 29 de septiembre de 1989   |
| Estados Unidos · Canadá                                                       | Viernes 23 de junio de 1989        |
| Filipinas                                                                     | Miércoles 8 de noviembre de 1989   |
| Finlandia                                                                     | Viernes 20 de octubre de 1989      |
| Francia                                                                       | Miércoles 13 de septiembre de 1989 |

| País                         | Fecha de estreno                  |
| ---------------------------- | --------------------------------- |
| Grecia                       | Viernes 27 de octubre de 1989     |
| Hong Kong                    | Jueves 11 de enero de 1990        |
| Hungría                      | Jueves 21 de diciembre de 1989    |
| India                        | Viernes 13 de abril de 1990       |
| Israel                       | Viernes 6 de octubre de 1989      |
| Italia                       | Viernes 20 de octubre de 1989     |
| Japón                        | Sábado 2 de diciembre de 1989     |
| Malasia                      | Miércoles 30 de agosto de 1989    |
| México                       | Jueves 12 de octubre de 1989      |
| Noruega                      | Jueves 5 de octubre de 1989       |
| Nueva Zelanda                | Viernes 17 de noviembre de 1989   |
| Países Bajos                 | Jueves 28 de septiembre de 1989   |
| Perú                         | Jueves 14 de diciembre de 1989    |
| Portugal                     | Viernes 29 de septiembre de 1989  |
| Puerto Rico                  | Jueves 20 de julio de 1989        |
| Reino Unido Irlanda          | Viernes 11 de agosto de 1989      |
| República Checa · Eslovaquia | Jueves 30 de abril de 1992        |
| Serbia y Montenegro          | Martes 21 de noviembre de 1989    |
| Singapur                     | Jueves 31 de agosto de 1989       |
| Sudáfrica                    | Viernes 15 de septiembre de 1989  |
| Suecia                       | Viernes 20 de octubre de 1989     |
| Suiza                        | Miércoles 6 de septiembre de 1989 |
| Tailandia                    | Sábado 27 de enero de 1990        |
| Taiwán                       | Sábado 7 de octubre de 1989       |
| Turquía                      | Viernes 20 de octubre de 1989     |
| Uruguay                      | Lunes 25 de diciembre de 1989     |
| Venezuela                    | Miércoles 11 de octubre de 1989   |

| País                                                                          | Fecha de estreno                   |
| ----------------------------------------------------------------------------- | ---------------------------------- |
| Alemania                                                                      | Jueves 26 de octubre de 1989       |
| Argentina                                                                     | Jueves 7 de diciembre de 1989      |
| Australia                                                                     | Jueves 31 de agosto de 1989        |
| Austria                                                                       | Viernes 27 de octubre de 1989      |
| Bélgica                                                                       | Miércoles 13 de septiembre de 1989 |
| Belice · Costa Rica · El Salvador · Guatemala · Honduras · Nicaragua · Panamá | Viernes 20 de octubre de 1989      |
| Bolivia                                                                       | Martes 7 de noviembre de 1989      |
| Brasil                                                                        | Jueves 26 de octubre de 1989       |
| Chile                                                                         | Lunes 25 de diciembre de 1989      |
| Colombia                                                                      | Jueves 23 de noviembre de 1989     |
| Corea del Sur                                                                 | Sábado 7 de julio de 1990          |
| Dinamarca                                                                     | Viernes 29 de septiembre de 1989   |
| Ecuador                                                                       | Miércoles 1 de noviembre de 1989   |
| Egipto                                                                        | Lunes 5 de febrero de 1990         |
| España                                                                        | Viernes 29 de septiembre de 1989   |
| Estados Unidos · Canadá                                                       | Viernes 23 de junio de 1989        |
| Filipinas                                                                     | Miércoles 8 de noviembre de 1989   |
| Finlandia                                                                     | Viernes 20 de octubre de 1989      |
| Francia                                                                       | Miércoles 13 de septiembre de 1989 |

| País                         | Fecha de estreno                  |
| ---------------------------- | --------------------------------- |
| Grecia                       | Viernes 27 de octubre de 1989     |
| Hong Kong                    | Jueves 11 de enero de 1990        |
| Hungría                      | Jueves 21 de diciembre de 1989    |
| India                        | Viernes 13 de abril de 1990       |
| Israel                       | Viernes 6 de octubre de 1989      |
| Italia                       | Viernes 20 de octubre de 1989     |
| Japón                        | Sábado 2 de diciembre de 1989     |
| Malasia                      | Miércoles 30 de agosto de 1989    |
| México                       | Jueves 12 de octubre de 1989      |
| Noruega                      | Jueves 5 de octubre de 1989       |
| Nueva Zelanda                | Viernes 17 de noviembre de 1989   |
| Países Bajos                 | Jueves 28 de septiembre de 1989   |
| Perú                         | Jueves 14 de diciembre de 1989    |
| Portugal                     | Viernes 29 de septiembre de 1989  |
| Puerto Rico                  | Jueves 20 de julio de 1989        |
| Reino Unido Irlanda          | Viernes 11 de agosto de 1989      |
| República Checa · Eslovaquia | Jueves 30 de abril de 1992        |
| Serbia y Montenegro          | Martes 21 de noviembre de 1989    |
| Singapur                     | Jueves 31 de agosto de 1989       |
| Sudáfrica                    | Viernes 15 de septiembre de 1989  |
| Suecia                       | Viernes 20 de octubre de 1989     |
| Suiza                        | Miércoles 6 de septiembre de 1989 |
| Tailandia                    | Sábado 27 de enero de 1990        |
| Taiwán                       | Sábado 7 de octubre de 1989       |
| Turquía                      | Viernes 20 de octubre de 1989     |
| Uruguay                      | Lunes 25 de diciembre de 1989     |
| Venezuela                    | Miércoles 11 de octubre de 1989   |

### Crítica

#### Anglosajona y de otros países
Batman recibió principalmente críticas positivas, aunque ciertos medios resaltaron que fue «demasiado oscura», y muchos observaron que Burton estaba más interesado en el Joker que en Batman. Los seguidores respondieron negativamente cuando vieron quién era el asesino de los padres de Bruce Wayne. Las canciones escritas por Prince recibieron críticas negativas por «estar fuera de lugar», mientras que el director ha declarado que no tiene ningún problema con sus canciones.
Basada en cincuenta y seis opiniones del sitio web Rotten Tomatoes, el 71% de los críticos disfrutaron la película. En comparación, en Metacritic obtuvo una calificación media de 69 sobre 100 basada en 66 críticas.
Alison McMahan escribió: «Todos los admiradores se quejaron cuando oyeron que Keaton sería Batman, pero no se indignaron cuando lo veían actuar». James Berardinelli llamó al filme «entretenido», y destacó el diseño de producción. Sin embargo, concluyó: «Lo único que se puede decir de Batman es que superó a Batman Returns, ya que fue una producción mucho mayor». Varias personas estuvieron de acuerdo en que: «Nicholson se robó todas las escenas pero que igualmente estuvo bien». Roger Ebert estaba muy impresionado con el diseño de producción, pero afirmó: «Batman es un triunfo sobre la historia, es una película excelente, con un argumento que puede no importarle a muchos». También mencionó que era «una experiencia deprimente». Gene Siskel opinó distinto, describió a la cinta como una «refrescante película de adultos, con una dirección puesta en escena» que le recordaba un mundo psicológico.

#### Hispanoamericana y española
Al igual que en los países anglosajones, la película también fue bien recibida en países hispanos; el sitio web FilmAffinity le dio 7 estrellas sobre 10, y la reseña en dicho sitio indica que: «Batman hoy es un mito del que todos hablan. Seguramente el personaje está tan extendido y nos es tan familiar gracias al largometraje del que estamos hablando, y gracias a él, Burton alcanzó la fama, Nicholson aumentó el caché, Basinger fue reconocida como gran actriz y Keaton hizo el único papel con renombre e importante de su vida». El sitio web e-Cartelera le dio una puntuación media de 7,3. Una reseña presentada en el sitio web Letras Libres decía: «Batman arranca con una presentación que hace creer por un momento al espectador que está a punto de mirar el asesinato de la familia Wayne: un padre, una madre y un hijo buscan con torpeza un taxi por las calles de ciudad Gótica para trasladarse al cine», dándole una buena crítica.

### Legado y reconocimientos
Anton Furst y Young Peter ganaron el Óscar a la mejor dirección artística por su trabajo en la película, mientras que Nicholson fue nominado para el Globo de Oro al Mejor actor en una comedia o musical. La Academia Británica de Artes, Cine y Televisión nominó a Batman en seis categorías (Diseño de producción, Efectos visuales, Diseño de vestuario, Maquillaje, Sonido y a Jack Nicholson al Mejor actor), pero no logró ganar ninguna de ellas. Nicholson y Basinger, junto al departamento de maquillaje y el diseñador de vestuario Bob Ringwood, ganaron todos los premios a los que estuvieron nominados en los Premios Saturn, excepto el de Mejor película de fantasía. La cinta también ganó el Premio Hugo a la Mejor presentación dramática.
Posteriormente, se creó la aclamada serie televisiva animada homónima como un tributo a la película, y además ayudó a establecer el género de películas de superhéroes. El cocreador de la serie animada Bruce Timm dijo que al igual que Furst se basó en diseños de art déco. Al hilo de estas declaraciones comentó: «Nunca hubiéramos logrado hacer está serie animada si Batman no hubiera aparecido».
La película también recibió varios reconocimientos del Instituto de Cine Americano (American Film Institute, en inglés). Según una encuesta de dicha institución, Batman se encuentra en el puesto número 46 de los mejores superhéroes en la historia, miemtras que el Joker se encuentra en el puesto número 45 de los mejores villanos. En 2008, la cinta fue seleccionada por la revista Empire como la número 458 de las 500 mejores películas de todos los tiempos.

### Lista de premios y nominaciones del Instituto de Cine Americano
- AFI, 100 Años...100 Premios – Nominada[96]
- AFI, 100 Años...100 películas – Nominada[97]
- AFI, 100 Años...100 Héroes y Villanos:
  - El Joker – Villano, #45
  - Batman – Héroe, #46
- AFI, 100 Años...100 Citas de películas:
  - «¿Alguna vez haz bailado con el diablo a la luz de la Luna? – Nominada[98]
- AFI, 100 años calificando películas – Nominada[99]
- Top 10 de AFI – Nominada a la mejor película de fantasía[100]